# Intouchables (soundtrack)
Intouchables: La bande originale du film is de officiële soundtrack van de film Intouchables uit 2011. Het album werd op 12 december 2011 uitgebracht door TF1 Musique.
Het album bevat de originele filmmuziek die gecomponeerd is door de Italiaanse componist Ludovico Einaudi, waarvan de nummers "Una Mattina" en "Fly" het meest bekend zijn bij het grote publiek. Zijn pianomuziek voor de film en in het algemeen wordt ook wel eigentijdse klassieke muziek genoemd. Ook staat er op het album muziek van andere artiesten als Earth, Wind & Fire, George Benson en Nina Simone dat is gebruikt voor de film. In Nederland verscheen het album op 14 april 2012 in de Nederlandse Album Top 100 en in Vlaanderen op 29 september 2012 in de Vlaamse Ultratop 200 Albums.

## Nummers
1. "Fly" - Ludovico Einaudi (3:20)
2. "September" - Earth, Wind & Fire (3:35)
3. "Des Références..." - Omar Sy, François Cluzet & Audrey Fleurot (1:00)
4. "Writing Poems" - Ludovico Einaudi (4:10)
5. "The Ghetto" - George Benson (4:56)
6. "L'Arbre Qui Chante" - Omar Sy & François Cluzet (1:00)
7. "You're Goin' Miss Your Candyman" - Terry Callier (7:20)
8. "Blind Test" - François Cluzet & Omar Sy (2:21)
9. "Boogie Wonderland" - Earth, Wind & Fire (4:47)
10. "L'Origine Nascosta" - Ludovico Einaudi (3:12)
11. "Feeling Good" - Nina Simone (2:54)
12. "Cache-Cache" - Ludovico Einaudi (3:52)
13. "Vivaldi: Concerto Pour 2 Violons & Orchestra" - Angelicum De Milan (3:26)
14. "Una Mattina" - Ludovico Einaudi (6:42)
15. "Red Light" - Vib Gyor (4:32)

## Hitnoteringen

### NederlandseAlbum Top 100
| Hitnotering: 14-04-2012 t/m 23-03-2013, 06-04 t/m 18-05, 06-07, 03-08, 17-08 t/m 24-08-2013 | Hitnotering: 14-04-2012 t/m 23-03-2013, 06-04 t/m 18-05, 06-07, 03-08, 17-08 t/m 24-08-2013 | Hitnotering: 14-04-2012 t/m 23-03-2013, 06-04 t/m 18-05, 06-07, 03-08, 17-08 t/m 24-08-2013 | Hitnotering: 14-04-2012 t/m 23-03-2013, 06-04 t/m 18-05, 06-07, 03-08, 17-08 t/m 24-08-2013 | Hitnotering: 14-04-2012 t/m 23-03-2013, 06-04 t/m 18-05, 06-07, 03-08, 17-08 t/m 24-08-2013 | Hitnotering: 14-04-2012 t/m 23-03-2013, 06-04 t/m 18-05, 06-07, 03-08, 17-08 t/m 24-08-2013 | Hitnotering: 14-04-2012 t/m 23-03-2013, 06-04 t/m 18-05, 06-07, 03-08, 17-08 t/m 24-08-2013 | Hitnotering: 14-04-2012 t/m 23-03-2013, 06-04 t/m 18-05, 06-07, 03-08, 17-08 t/m 24-08-2013 | Hitnotering: 14-04-2012 t/m 23-03-2013, 06-04 t/m 18-05, 06-07, 03-08, 17-08 t/m 24-08-2013 | Hitnotering: 14-04-2012 t/m 23-03-2013, 06-04 t/m 18-05, 06-07, 03-08, 17-08 t/m 24-08-2013 | Hitnotering: 14-04-2012 t/m 23-03-2013, 06-04 t/m 18-05, 06-07, 03-08, 17-08 t/m 24-08-2013 | Hitnotering: 14-04-2012 t/m 23-03-2013, 06-04 t/m 18-05, 06-07, 03-08, 17-08 t/m 24-08-2013 | Hitnotering: 14-04-2012 t/m 23-03-2013, 06-04 t/m 18-05, 06-07, 03-08, 17-08 t/m 24-08-2013 | Hitnotering: 14-04-2012 t/m 23-03-2013, 06-04 t/m 18-05, 06-07, 03-08, 17-08 t/m 24-08-2013 | Hitnotering: 14-04-2012 t/m 23-03-2013, 06-04 t/m 18-05, 06-07, 03-08, 17-08 t/m 24-08-2013 | Hitnotering: 14-04-2012 t/m 23-03-2013, 06-04 t/m 18-05, 06-07, 03-08, 17-08 t/m 24-08-2013 | Hitnotering: 14-04-2012 t/m 23-03-2013, 06-04 t/m 18-05, 06-07, 03-08, 17-08 t/m 24-08-2013 | Hitnotering: 14-04-2012 t/m 23-03-2013, 06-04 t/m 18-05, 06-07, 03-08, 17-08 t/m 24-08-2013 | Hitnotering: 14-04-2012 t/m 23-03-2013, 06-04 t/m 18-05, 06-07, 03-08, 17-08 t/m 24-08-2013 | Hitnotering: 14-04-2012 t/m 23-03-2013, 06-04 t/m 18-05, 06-07, 03-08, 17-08 t/m 24-08-2013 | Hitnotering: 14-04-2012 t/m 23-03-2013, 06-04 t/m 18-05, 06-07, 03-08, 17-08 t/m 24-08-2013 |
| Week:                                                                                       | 1                                                                                           | 2                                                                                           | 3                                                                                           | 4                                                                                           | 5                                                                                           | 6                                                                                           | 7                                                                                           | 8                                                                                           | 9                                                                                           | 10                                                                                          | 11                                                                                          | 12                                                                                          | 13                                                                                          | 14                                                                                          | 15                                                                                          | 16                                                                                          | 17                                                                                          | 18                                                                                          | 19                                                                                          | 20                                                                                          |
| ------------------------------------------------------------------------------------------- | ------------------------------------------------------------------------------------------- | ------------------------------------------------------------------------------------------- | ------------------------------------------------------------------------------------------- | ------------------------------------------------------------------------------------------- | ------------------------------------------------------------------------------------------- | ------------------------------------------------------------------------------------------- | ------------------------------------------------------------------------------------------- | ------------------------------------------------------------------------------------------- | ------------------------------------------------------------------------------------------- | ------------------------------------------------------------------------------------------- | ------------------------------------------------------------------------------------------- | ------------------------------------------------------------------------------------------- | ------------------------------------------------------------------------------------------- | ------------------------------------------------------------------------------------------- | ------------------------------------------------------------------------------------------- | ------------------------------------------------------------------------------------------- | ------------------------------------------------------------------------------------------- | ------------------------------------------------------------------------------------------- | ------------------------------------------------------------------------------------------- | ------------------------------------------------------------------------------------------- |
| Positie:                                                                                    | 64                                                                                          | 69                                                                                          | 75                                                                                          | 39                                                                                          | 46                                                                                          | 45                                                                                          | 35                                                                                          | 61                                                                                          | 47                                                                                          | 48                                                                                          | 50                                                                                          | 26                                                                                          | 40                                                                                          | 46                                                                                          | 30                                                                                          | 43                                                                                          | 46                                                                                          | 20                                                                                          | 35                                                                                          | 47                                                                                          |
| Week:                                                                                       | 21                                                                                          | 22                                                                                          | 23                                                                                          | 24                                                                                          | 25                                                                                          | 26                                                                                          | 27                                                                                          | 28                                                                                          | 29                                                                                          | 30                                                                                          | 31                                                                                          | 32                                                                                          | 33                                                                                          | 34                                                                                          | 35                                                                                          | 36                                                                                          | 37                                                                                          | 38                                                                                          | 39                                                                                          | 40                                                                                          |
| Positie:                                                                                    | 42                                                                                          | 73                                                                                          | 71                                                                                          | 50                                                                                          | 40                                                                                          | 40                                                                                          | 38                                                                                          | 32                                                                                          | 38                                                                                          | 50                                                                                          | 43                                                                                          | 52                                                                                          | 52                                                                                          | 58                                                                                          | 53                                                                                          | 50                                                                                          | 54                                                                                          | 55                                                                                          | 45                                                                                          | 45                                                                                          |
| Week:                                                                                       | 41                                                                                          | 42                                                                                          | 43                                                                                          | 44                                                                                          | 45                                                                                          | 46                                                                                          | 47                                                                                          | 48                                                                                          | 49                                                                                          | 50                                                                                          | -                                                                                           | 51                                                                                          | 52                                                                                          | 53                                                                                          | 54                                                                                          | 55                                                                                          | 56                                                                                          | 57                                                                                          | -                                                                                           | 58                                                                                          |
| Positie:                                                                                    | 36                                                                                          | 68                                                                                          | 44                                                                                          | 49                                                                                          | 51                                                                                          | 70                                                                                          | 66                                                                                          | 64                                                                                          | 48                                                                                          | 81                                                                                          | uit                                                                                         | 74                                                                                          | 94                                                                                          | 26                                                                                          | 70                                                                                          | 66                                                                                          | 62                                                                                          | 85                                                                                          | uit                                                                                         | 83                                                                                          |
| Week:                                                                                       | -                                                                                           | 59                                                                                          | -                                                                                           | 60                                                                                          | 61                                                                                          | -                                                                                           |                                                                                             |                                                                                             |                                                                                             |                                                                                             |                                                                                             |                                                                                             |                                                                                             |                                                                                             |                                                                                             |                                                                                             |                                                                                             |                                                                                             |                                                                                             |                                                                                             |
| Positie:                                                                                    | uit                                                                                         | 88                                                                                          | uit                                                                                         | 97                                                                                          | 94                                                                                          | uit                                                                                         |                                                                                             |                                                                                             |                                                                                             |                                                                                             |                                                                                             |                                                                                             |                                                                                             |                                                                                             |                                                                                             |                                                                                             |                                                                                             |                                                                                             |                                                                                             |                                                                                             |

### VlaamseUltratop 200 Albums
| Hitnotering: (Week 1 t/m 5) 29-09-2012 t/m 27-10-2012 Hitnotering: (Week 6 t/m 7) 10-11-2012 t/m 17-11-2012 Hitnotering: (Week 8 t/m 9) 19-01-2013 t/m 26-01-2013 Hitnotering: (Week 10 t/m 12) 09-02-2013 t/m 23-02-2013 Hitnotering: (Week 13) 23-03-2013 Hitnotering: (Week 14) 04-05-2013 Hitnotering: (Week 15) 22-06-2013 Hitnotering: (Week 16) 24-08-2013 Hitnotering: (Week 17 t/m 19) 14-06-2014 t/m 28-06-2014 | Hitnotering: (Week 1 t/m 5) 29-09-2012 t/m 27-10-2012 Hitnotering: (Week 6 t/m 7) 10-11-2012 t/m 17-11-2012 Hitnotering: (Week 8 t/m 9) 19-01-2013 t/m 26-01-2013 Hitnotering: (Week 10 t/m 12) 09-02-2013 t/m 23-02-2013 Hitnotering: (Week 13) 23-03-2013 Hitnotering: (Week 14) 04-05-2013 Hitnotering: (Week 15) 22-06-2013 Hitnotering: (Week 16) 24-08-2013 Hitnotering: (Week 17 t/m 19) 14-06-2014 t/m 28-06-2014 | Hitnotering: (Week 1 t/m 5) 29-09-2012 t/m 27-10-2012 Hitnotering: (Week 6 t/m 7) 10-11-2012 t/m 17-11-2012 Hitnotering: (Week 8 t/m 9) 19-01-2013 t/m 26-01-2013 Hitnotering: (Week 10 t/m 12) 09-02-2013 t/m 23-02-2013 Hitnotering: (Week 13) 23-03-2013 Hitnotering: (Week 14) 04-05-2013 Hitnotering: (Week 15) 22-06-2013 Hitnotering: (Week 16) 24-08-2013 Hitnotering: (Week 17 t/m 19) 14-06-2014 t/m 28-06-2014 | Hitnotering: (Week 1 t/m 5) 29-09-2012 t/m 27-10-2012 Hitnotering: (Week 6 t/m 7) 10-11-2012 t/m 17-11-2012 Hitnotering: (Week 8 t/m 9) 19-01-2013 t/m 26-01-2013 Hitnotering: (Week 10 t/m 12) 09-02-2013 t/m 23-02-2013 Hitnotering: (Week 13) 23-03-2013 Hitnotering: (Week 14) 04-05-2013 Hitnotering: (Week 15) 22-06-2013 Hitnotering: (Week 16) 24-08-2013 Hitnotering: (Week 17 t/m 19) 14-06-2014 t/m 28-06-2014 | Hitnotering: (Week 1 t/m 5) 29-09-2012 t/m 27-10-2012 Hitnotering: (Week 6 t/m 7) 10-11-2012 t/m 17-11-2012 Hitnotering: (Week 8 t/m 9) 19-01-2013 t/m 26-01-2013 Hitnotering: (Week 10 t/m 12) 09-02-2013 t/m 23-02-2013 Hitnotering: (Week 13) 23-03-2013 Hitnotering: (Week 14) 04-05-2013 Hitnotering: (Week 15) 22-06-2013 Hitnotering: (Week 16) 24-08-2013 Hitnotering: (Week 17 t/m 19) 14-06-2014 t/m 28-06-2014 | Hitnotering: (Week 1 t/m 5) 29-09-2012 t/m 27-10-2012 Hitnotering: (Week 6 t/m 7) 10-11-2012 t/m 17-11-2012 Hitnotering: (Week 8 t/m 9) 19-01-2013 t/m 26-01-2013 Hitnotering: (Week 10 t/m 12) 09-02-2013 t/m 23-02-2013 Hitnotering: (Week 13) 23-03-2013 Hitnotering: (Week 14) 04-05-2013 Hitnotering: (Week 15) 22-06-2013 Hitnotering: (Week 16) 24-08-2013 Hitnotering: (Week 17 t/m 19) 14-06-2014 t/m 28-06-2014 | Hitnotering: (Week 1 t/m 5) 29-09-2012 t/m 27-10-2012 Hitnotering: (Week 6 t/m 7) 10-11-2012 t/m 17-11-2012 Hitnotering: (Week 8 t/m 9) 19-01-2013 t/m 26-01-2013 Hitnotering: (Week 10 t/m 12) 09-02-2013 t/m 23-02-2013 Hitnotering: (Week 13) 23-03-2013 Hitnotering: (Week 14) 04-05-2013 Hitnotering: (Week 15) 22-06-2013 Hitnotering: (Week 16) 24-08-2013 Hitnotering: (Week 17 t/m 19) 14-06-2014 t/m 28-06-2014 | Hitnotering: (Week 1 t/m 5) 29-09-2012 t/m 27-10-2012 Hitnotering: (Week 6 t/m 7) 10-11-2012 t/m 17-11-2012 Hitnotering: (Week 8 t/m 9) 19-01-2013 t/m 26-01-2013 Hitnotering: (Week 10 t/m 12) 09-02-2013 t/m 23-02-2013 Hitnotering: (Week 13) 23-03-2013 Hitnotering: (Week 14) 04-05-2013 Hitnotering: (Week 15) 22-06-2013 Hitnotering: (Week 16) 24-08-2013 Hitnotering: (Week 17 t/m 19) 14-06-2014 t/m 28-06-2014 | Hitnotering: (Week 1 t/m 5) 29-09-2012 t/m 27-10-2012 Hitnotering: (Week 6 t/m 7) 10-11-2012 t/m 17-11-2012 Hitnotering: (Week 8 t/m 9) 19-01-2013 t/m 26-01-2013 Hitnotering: (Week 10 t/m 12) 09-02-2013 t/m 23-02-2013 Hitnotering: (Week 13) 23-03-2013 Hitnotering: (Week 14) 04-05-2013 Hitnotering: (Week 15) 22-06-2013 Hitnotering: (Week 16) 24-08-2013 Hitnotering: (Week 17 t/m 19) 14-06-2014 t/m 28-06-2014 | Hitnotering: (Week 1 t/m 5) 29-09-2012 t/m 27-10-2012 Hitnotering: (Week 6 t/m 7) 10-11-2012 t/m 17-11-2012 Hitnotering: (Week 8 t/m 9) 19-01-2013 t/m 26-01-2013 Hitnotering: (Week 10 t/m 12) 09-02-2013 t/m 23-02-2013 Hitnotering: (Week 13) 23-03-2013 Hitnotering: (Week 14) 04-05-2013 Hitnotering: (Week 15) 22-06-2013 Hitnotering: (Week 16) 24-08-2013 Hitnotering: (Week 17 t/m 19) 14-06-2014 t/m 28-06-2014 | Hitnotering: (Week 1 t/m 5) 29-09-2012 t/m 27-10-2012 Hitnotering: (Week 6 t/m 7) 10-11-2012 t/m 17-11-2012 Hitnotering: (Week 8 t/m 9) 19-01-2013 t/m 26-01-2013 Hitnotering: (Week 10 t/m 12) 09-02-2013 t/m 23-02-2013 Hitnotering: (Week 13) 23-03-2013 Hitnotering: (Week 14) 04-05-2013 Hitnotering: (Week 15) 22-06-2013 Hitnotering: (Week 16) 24-08-2013 Hitnotering: (Week 17 t/m 19) 14-06-2014 t/m 28-06-2014 | Hitnotering: (Week 1 t/m 5) 29-09-2012 t/m 27-10-2012 Hitnotering: (Week 6 t/m 7) 10-11-2012 t/m 17-11-2012 Hitnotering: (Week 8 t/m 9) 19-01-2013 t/m 26-01-2013 Hitnotering: (Week 10 t/m 12) 09-02-2013 t/m 23-02-2013 Hitnotering: (Week 13) 23-03-2013 Hitnotering: (Week 14) 04-05-2013 Hitnotering: (Week 15) 22-06-2013 Hitnotering: (Week 16) 24-08-2013 Hitnotering: (Week 17 t/m 19) 14-06-2014 t/m 28-06-2014 | Hitnotering: (Week 1 t/m 5) 29-09-2012 t/m 27-10-2012 Hitnotering: (Week 6 t/m 7) 10-11-2012 t/m 17-11-2012 Hitnotering: (Week 8 t/m 9) 19-01-2013 t/m 26-01-2013 Hitnotering: (Week 10 t/m 12) 09-02-2013 t/m 23-02-2013 Hitnotering: (Week 13) 23-03-2013 Hitnotering: (Week 14) 04-05-2013 Hitnotering: (Week 15) 22-06-2013 Hitnotering: (Week 16) 24-08-2013 Hitnotering: (Week 17 t/m 19) 14-06-2014 t/m 28-06-2014 | Hitnotering: (Week 1 t/m 5) 29-09-2012 t/m 27-10-2012 Hitnotering: (Week 6 t/m 7) 10-11-2012 t/m 17-11-2012 Hitnotering: (Week 8 t/m 9) 19-01-2013 t/m 26-01-2013 Hitnotering: (Week 10 t/m 12) 09-02-2013 t/m 23-02-2013 Hitnotering: (Week 13) 23-03-2013 Hitnotering: (Week 14) 04-05-2013 Hitnotering: (Week 15) 22-06-2013 Hitnotering: (Week 16) 24-08-2013 Hitnotering: (Week 17 t/m 19) 14-06-2014 t/m 28-06-2014 | Hitnotering: (Week 1 t/m 5) 29-09-2012 t/m 27-10-2012 Hitnotering: (Week 6 t/m 7) 10-11-2012 t/m 17-11-2012 Hitnotering: (Week 8 t/m 9) 19-01-2013 t/m 26-01-2013 Hitnotering: (Week 10 t/m 12) 09-02-2013 t/m 23-02-2013 Hitnotering: (Week 13) 23-03-2013 Hitnotering: (Week 14) 04-05-2013 Hitnotering: (Week 15) 22-06-2013 Hitnotering: (Week 16) 24-08-2013 Hitnotering: (Week 17 t/m 19) 14-06-2014 t/m 28-06-2014 | Hitnotering: (Week 1 t/m 5) 29-09-2012 t/m 27-10-2012 Hitnotering: (Week 6 t/m 7) 10-11-2012 t/m 17-11-2012 Hitnotering: (Week 8 t/m 9) 19-01-2013 t/m 26-01-2013 Hitnotering: (Week 10 t/m 12) 09-02-2013 t/m 23-02-2013 Hitnotering: (Week 13) 23-03-2013 Hitnotering: (Week 14) 04-05-2013 Hitnotering: (Week 15) 22-06-2013 Hitnotering: (Week 16) 24-08-2013 Hitnotering: (Week 17 t/m 19) 14-06-2014 t/m 28-06-2014 | Hitnotering: (Week 1 t/m 5) 29-09-2012 t/m 27-10-2012 Hitnotering: (Week 6 t/m 7) 10-11-2012 t/m 17-11-2012 Hitnotering: (Week 8 t/m 9) 19-01-2013 t/m 26-01-2013 Hitnotering: (Week 10 t/m 12) 09-02-2013 t/m 23-02-2013 Hitnotering: (Week 13) 23-03-2013 Hitnotering: (Week 14) 04-05-2013 Hitnotering: (Week 15) 22-06-2013 Hitnotering: (Week 16) 24-08-2013 Hitnotering: (Week 17 t/m 19) 14-06-2014 t/m 28-06-2014 | Hitnotering: (Week 1 t/m 5) 29-09-2012 t/m 27-10-2012 Hitnotering: (Week 6 t/m 7) 10-11-2012 t/m 17-11-2012 Hitnotering: (Week 8 t/m 9) 19-01-2013 t/m 26-01-2013 Hitnotering: (Week 10 t/m 12) 09-02-2013 t/m 23-02-2013 Hitnotering: (Week 13) 23-03-2013 Hitnotering: (Week 14) 04-05-2013 Hitnotering: (Week 15) 22-06-2013 Hitnotering: (Week 16) 24-08-2013 Hitnotering: (Week 17 t/m 19) 14-06-2014 t/m 28-06-2014 | Hitnotering: (Week 1 t/m 5) 29-09-2012 t/m 27-10-2012 Hitnotering: (Week 6 t/m 7) 10-11-2012 t/m 17-11-2012 Hitnotering: (Week 8 t/m 9) 19-01-2013 t/m 26-01-2013 Hitnotering: (Week 10 t/m 12) 09-02-2013 t/m 23-02-2013 Hitnotering: (Week 13) 23-03-2013 Hitnotering: (Week 14) 04-05-2013 Hitnotering: (Week 15) 22-06-2013 Hitnotering: (Week 16) 24-08-2013 Hitnotering: (Week 17 t/m 19) 14-06-2014 t/m 28-06-2014 | Hitnotering: (Week 1 t/m 5) 29-09-2012 t/m 27-10-2012 Hitnotering: (Week 6 t/m 7) 10-11-2012 t/m 17-11-2012 Hitnotering: (Week 8 t/m 9) 19-01-2013 t/m 26-01-2013 Hitnotering: (Week 10 t/m 12) 09-02-2013 t/m 23-02-2013 Hitnotering: (Week 13) 23-03-2013 Hitnotering: (Week 14) 04-05-2013 Hitnotering: (Week 15) 22-06-2013 Hitnotering: (Week 16) 24-08-2013 Hitnotering: (Week 17 t/m 19) 14-06-2014 t/m 28-06-2014 | Hitnotering: (Week 1 t/m 5) 29-09-2012 t/m 27-10-2012 Hitnotering: (Week 6 t/m 7) 10-11-2012 t/m 17-11-2012 Hitnotering: (Week 8 t/m 9) 19-01-2013 t/m 26-01-2013 Hitnotering: (Week 10 t/m 12) 09-02-2013 t/m 23-02-2013 Hitnotering: (Week 13) 23-03-2013 Hitnotering: (Week 14) 04-05-2013 Hitnotering: (Week 15) 22-06-2013 Hitnotering: (Week 16) 24-08-2013 Hitnotering: (Week 17 t/m 19) 14-06-2014 t/m 28-06-2014 |
| Week: | 1 | 2 | 3 | 4 | 5 | | 6 | 7 | | 8 | 9 | | 10 | 11 | 12 | | 13 | | 14 | |
| --- | --- | --- | --- | --- | --- | --- | --- | --- | --- | --- | --- | --- | --- | --- | --- | --- | --- | --- | --- | --- |
| Positie: | 160 | 108 | 102 | 196 | 117 | uit | 174 | 171 | uit | 183 | 120 | uit | 180 | 178 | 183 | uit | 172 | uit | 178 | uit |
| Week: | 15 | | 16 | | 17 | 18 | 19 | | | | | | | | | | | | | |
| Positie: | 169 | uit | 184 | uit | 92 | 132 | 153 | uit | | | | | | | | | | | | |

### NPO Klassiek Filmmuziek Top 200
| Intouchables in de NPO Klassiek Filmmuziek Top 200 | Intouchables in de NPO Klassiek Filmmuziek Top 200 | Intouchables in de NPO Klassiek Filmmuziek Top 200 | Intouchables in de NPO Klassiek Filmmuziek Top 200 | Intouchables in de NPO Klassiek Filmmuziek Top 200 | Intouchables in de NPO Klassiek Filmmuziek Top 200 | Intouchables in de NPO Klassiek Filmmuziek Top 200 | Intouchables in de NPO Klassiek Filmmuziek Top 200 | Intouchables in de NPO Klassiek Filmmuziek Top 200 | Intouchables in de NPO Klassiek Filmmuziek Top 200 | Intouchables in de NPO Klassiek Filmmuziek Top 200 |
| Jaar                                               | 2016                                               | 2017                                               | 2018                                               | 2019                                               | 2020                                               | 2021                                               | 2022                                               | 2023                                               | 2024                                               | 2025                                               |
| -------------------------------------------------- | -------------------------------------------------- | -------------------------------------------------- | -------------------------------------------------- | -------------------------------------------------- | -------------------------------------------------- | -------------------------------------------------- | -------------------------------------------------- | -------------------------------------------------- | -------------------------------------------------- | -------------------------------------------------- |
| Positie                                            | 8                                                  | 9                                                  | 11                                                 | 13                                                 | 11                                                 | 12                                                 | 17                                                 | 9                                                  | 11                                                 | 12                                                 |